# Феськов, Андрей Васильевич
Андре́й Васи́льевич Фесько́в (род. 18 января 1978) — российский актёр театра и кино.

## Биография
Андрей Васильевич Феськов родился 18 января 1978 года в Брянской области. Детство и юность актёра прошли на хуторе Гарцаёвка Погарского района. Окончив школу в 1994 году, Андрей поступил на юридический факультет СПбГУ. По окончании университета работал в Управлении юстиции, а затем в юридической фирме «Советник». Параллельно занимался в школе-студии «Кадр» при «Ленфильме». В 2001 году Андрей Феськов поступил в СПбГАТИ (мастерская В. М. Фильштинского). После окончания театральной академии в 2006 году был принят в труппу Большого драматического театра имени Г. А. Товстоногова, где проработал до 2008 года. С 2009 года Андрей Феськов — артист Театра Сатиры на Васильевском.
Андрей Феськов, будучи студентом, сыграл роль Порфирия в спектакле «Преступление и наказание». Первый киноактёрский опыт Андрея Феськова: роль Кольки Рыжего в короткометражке «Марганцовка». Далее — эпизоды в фильмах «Кука» и «Сонька Золотая Ручка», Боярков в фильме Алексея Учителя «Пленный», Петя Трофимов в «Вишнёвом саде» Сергея Овчарова. Наибольшую популярность Андрею принесла роль Николая Скачкова (Сипы) в фильме «Новая Земля» Александра Мельника.

## Дмитрий Сергеевич Лопухов-'Что делать", Андрей Могучий, 2022)
Театр на Васильевском
- Анждей Майер — «Курс лечения» (Анджей Бубень, 2008)
- Маньяк — «Ночное путешествие» (Алексей Утеганов, 2009)
- Священник Джон Хэйл — «Салемские колдуньи» (Анджей Бубень, 2009)
- Шипучин Андрей Андреевич — «Водевили» (Анджей Бубень, 2011)
- Василий Данилыч Вожеватов, Юлий Капитоныч Карандышев — «Бесприданница» (Денис Хуснияров, 2012)
- Парфён Семёнович Рогожин — «Идиот» (Владимир Туманов, 2013)
- Ганс Шнир — «Глазами клоуна» (Денис Хуснияров, 2014)
- Зилов — «Утиная охота» (Денис Хуснияров, 2017)

Большой драматический театр
- Попцов — «Весёлый солдат» (Геннадий Тростянецкий, 2007)
- Баркалов — «Блажь!» (Геннадий Тростянецкий, 2007)
- Чёрт — «Солдат и чёрт» (Андрей Могучий, 2013
- Фотограф — «Эрендира» (Андрей Могучий, 2014)
- Николай Ростов — «Война и мир Толстого» (Виктор Рыжаков, 2015)
- Сын губернатора, Алексей — «Губернатор» (Андрей Могучий, 2016)
- Ян Фабр — «Ночной писатель» (Ян Фабр, 2019)
- Голос Ведущего — «Волнение» (Иван Вырыпаев, 2019)

Приют комедианта (2005—2006)
- А.Платонов «Одинокий Фокстрот»[источник не указан 1655 дней]

Литературно-мемориальный музей Ф. М. Достоевского (2005—2006):
- Порфирий Петрович — Ф. М. Достоевский «Преступление и наказание»[источник не указан 1655 дней]

Учебный театр «На Моховой» (2004—2006):
- Меркуцио — У. Шекспир «Ромео и Джульетта»[источник не указан 1655 дней]
- Солдат — Б. Окуджава «До свидания, мальчики!»[источник не указан 1655 дней]

## Роли в кино
1. 2004 — Мангуст-2 (12 серия) — эпизод
2. 2005 — Марганцовка (короткометражный) — Колька Рыжий
3. 2006 — Свой-чужой — Саша Ераскин
4. 2006 — Сонька Золотая Ручка — Иван Студенецкий
5. 2006 — Тайны следствия-6 — эпизод
6. 2007—2010 Гончие — Кевин
7. 2007 — Кука (фильм) — молодой милиционер
8. 2007 — Луна в зените — Лев Гумилёв
9. 2007 — Пером и шпагой — эпизод
10. 2007 — Попытка к бегству — Леонид Копылов
11. 2008 — Литейный, 4 (1-й сезон)
12. 2008 — Новая Земля — Скачков Николай (Сипа)
13. 2008 — Платье от кутюр — Иван
14. 2008 — Пленный (фильм) — солдат Боярков
15. 2008 — Сад — Петя Трофимов
16. 2009 — Видримасгор, или История моего космоса — Гриша
17. 2009 — Дорожный патруль −3 — Ражев
18. 2009 — Исчезнувшие — «Бертолет»
19. 2009 — Фокусник — Гена
20. 2010 — Агент особого назначения — Платон
21. 2010 — Государственная защита — Виктор Клёнов
22. 2010 — Достоевский − эпизод (5-я серия)
23. 2010 — Морские дьяволы — 4 — Иван Сперанский, «Студент»
24. 2010 — Перемирие — священник
25. 2010 — Побег — Арсений Комаров («Комар») (один из восьми беглецов)
26. 2010 — Подсадной — Виталий Обручев
27. 2011 — Отрыв — Римтас Лилло
28. 2011 — Нелюбимый — Дмитрий Иванов
29. 2012 — Снайперы: Любовь под прицелом — послушник
30. 2012 — Опережая выстрел — Денис Малинин
31. 2013 — Морские дьяволы Смерч — химик
32. 2013 — Краплёный — Алексей Сорокин, муж Вероники и коллега Олега
33. 2013 — Крик совы (телесериал) — Сергей Оборин, старший лейтенант КГБ г. Остров
34. 2013 — На глубине — Кирилл Разлогов
35. 2015 — Чужое гнездо (сериал) — Альберт
36. 2015 — Своя чужая — Дмитрий Овечкин, старший оперуполномоченный
37. 2016 — Что и требовалось доказать — Виктор, судмедэксперт
38. 2016 — Шакал — Павел, сотрудник больницы, бандит
39. 2017 — Троцкий — Сермукс
40. 2017 — Волшебник — Игорь Андреев, капитан полиции, старший оперуполномоченный
41. 2017 — Мост — Юхан Тоомсалу, врач-анестезиолог
42. 2017 — Хармс — Леонид Липавский
43. 2018 — Ворона — Андрей Косачёв («Лыба»)
44. 2018 — Трудности перехода
45. 2019 — Проспект Обороны — Антон Миронов, следователь
46. 2019 — Подкидыш — Фёдор Ступин, уполномоченный социального комитета
47. 2020 — Проект «Анна Николаевна» (3-я серия) — Денис Ворошилов
48. 2020 — Шерлок в России (1-я серия) — Доктор Ватсон
49. 2021 — Конёк-Горбунок — Тряпкин-Тапкин
50. 2021 — Седьмая симфония — Константин Лавров, аккордеонист Ленконцерта
51. 2022 — Сирийская соната — Евгений
52. 2023 — Фандорин. Азазель — Белоглазый

## Признание и награды
- 2005 — XII театральный фестиваль «Рождественский парад» (лауреат)
- 2007 — «Золотой софит» (лауреат) — «Лучший дебют» (за роль Степана Баркалова в спектакле «Блажь!» в постановке Геннадия Тростянецкого, БДТ)[1]
- 2018 — «Золотой софит» (номинант) — «Лучшая мужская роль» (за роль Зилова в спектакле «Утиная охота» в постановке Дениса Хусниярова, Театр на Васильевском)[2]
- 2020 — «Золотой софит» (специальный приз экспертного совета) — «За смелое погружение в парадоксы творчества» (за роль Яна Фабра в спектакле «Ночной писатель» в постановке Яна Фабра, БДТ)[3]